# Радошковичский сельсовет
Радошко́вичский сельсовет (бел. Радашко́віцкі сельсавет; до 1976 года — Володьковский сельсовет) — административная единица на территории Молодечненского района Минской области Беларуси. Административный центр — городской посёлок Радошковичи (не входит в состав сельсовета).

## История
Образован 12 октября 1940 года как Володьковский сельсовет в составе Радошковичского района Вилейской области БССР. Центр — деревня Володьки. С 20 сентября 1944 года в составе Молодечненской области. С 20 января 1960 года в Молодечненском районе Минской области. 11 октября 1972 года деревня Гурнавичи переименована Вязынку. 
В 1972 году в честь 90-летия со дня рождения Янки Купалы бывший фольварк, деревни Веремейки, Гурнавичи и Селедчики были объединены в одну деревню Вязынка.
На 1 января 1974 года в составе Володьковского сельсовета 15 населённых пунктов. 31 марта 1976 года центр перенесён в городской посёлок Радошковичи, сельсовет переименован в Радошковичский.
В 2004 году в состав городского посёлка Радошковичи включена деревня Серебрянка. 29 декабря 2009 года в результате упразднения Радошковичского поселкового Совета в состав сельсовета перешла деревня Удранка.
28 мая 2013 года в состав сельсовета включены 15 населённых пунктов упразднённого Граничского сельсовета (агрогородок Граничи, деревни: Великий Бор, Великие Бакшты, Горняки, Дубки, Загорцы, Комарники, Климанты, Кодевцы, Максимовка, Малый Бор, Малые Бакшты, Новая, Радевцы, Сычевичи).

## Состав
Радошковичский сельсовет включает 31 населённый пункт:
- Вазгелы — деревня.
- Великие Бакшты — деревня.
- Великий Бор — деревня.
- Войтели — деревня.
- Володьки — деревня.
- Вязынка — деревня.
- Горняки — деревня.
- Граничи — агрогородок.
- Декшняны — деревня.
- Пралески — деревня.
- Дубки — деревня.
- Дюблевщина — деревня.
- Загорцы — деревня.
- Залесье — деревня.
- Климанты — деревня.
- Кодевцы — деревня.
- Комарники — деревня.
- Максимовка — деревня.
- Малые Бакшты — деревня.
- Малый Бор — деревня.
- Миговка — деревня.
- Новая — деревня.
- Повязынь — деревня.
- Поровичи — деревня.
- Радевцы — деревня.
- Путники — деревня.
- Романы — деревня.
- Сычевичи — деревня.
- Удранка — деревня.
- Шелухи — деревня.
- Шеметовщина — деревня.

## Население
Согласно переписи 2009 года на территории сельсовета проживало 1183 человека, среди которых 89,3 % — белорусы.

## Достопримечательность
- Купаловский мемориальный заповедник «Вязынка», на территории которого находится дом, где родился Я. Купала, памятник поэту работы скульптора 3аира Азгура, сад. В доме поэта находится филиал литературного музея Я. Купалы, расположенного в Минске.
- Парк "Улитка". Птичий двор. Экскурсии на улиточную ферму. Контактный зоопарк в г. п. Радошковичи
- Музей ОАО "Белхудожкерамика"[8] в г. п. Радошковичи